# Élisabeth Charlotte d’Orléans

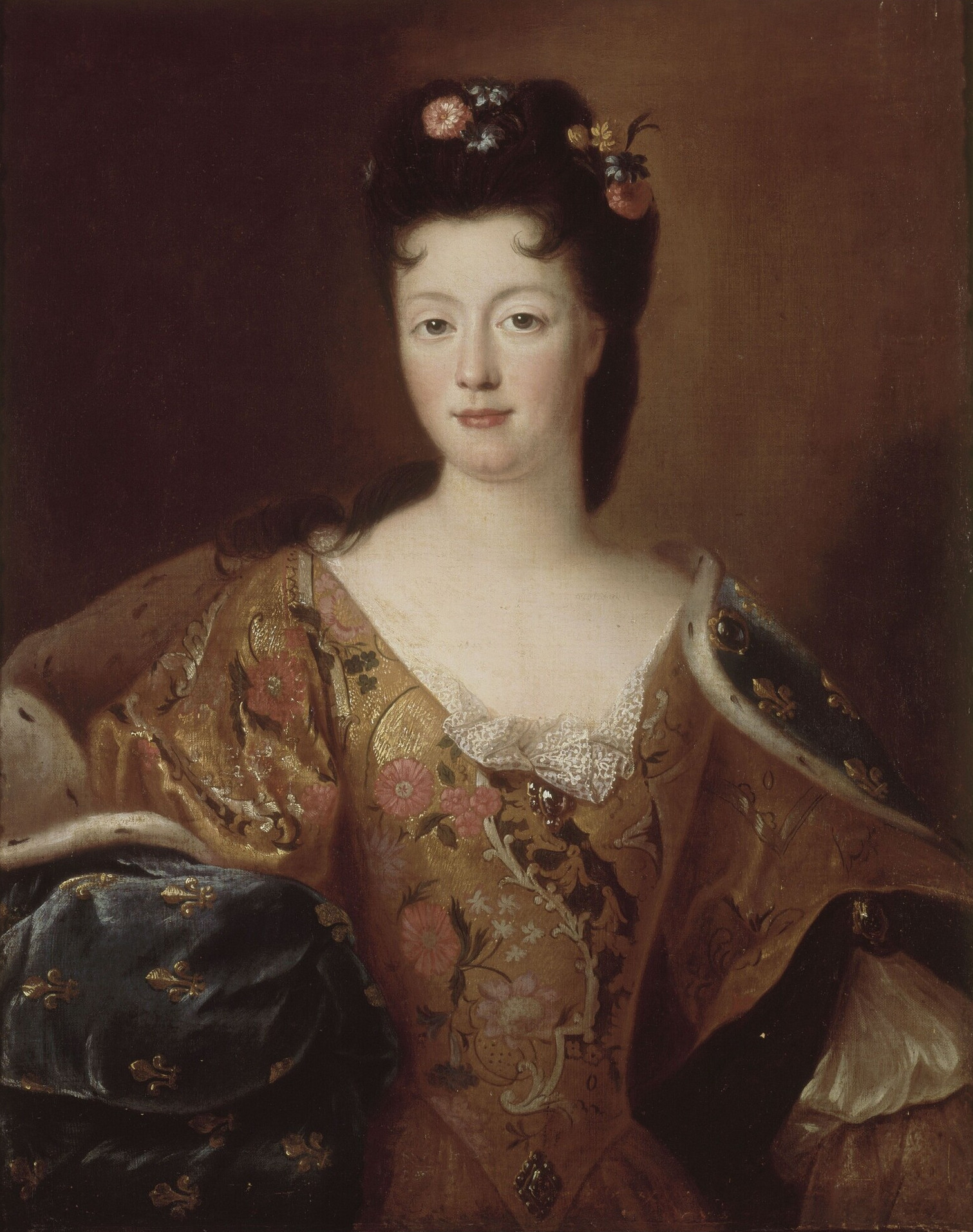
Pierre Gobert: Élisabeth Charlotte d’Orléans, Anfang 18. Jhd., Schloss Versailles

Élisabeth Charlotte d’Orléans, genannt Mademoiselle de Chartres (* 13. September 1676 in Saint-Cloud; † 23. Dezember 1744 in Commercy) war durch Heirat mit Herzog Leopold von 1698 bis 1729 Herzogin von Lothringen, anschließend dessen Regentin und ab 1737 Fürstin von Commercy.

## Leben

### Abstammung und frühes Leben
Élisabeth Charlotte war die einzige Tochter von Herzog Philipp I. von Orléans und seiner zweiten Frau Prinzessin Elisabeth Charlotte (Liselotte), Tochter des Kurfürsten Karl I. Ludwig von der Pfalz. Somit war sie eine Nichte Ludwigs  XIV. Sie wuchs am Hof in Versailles auf. Bei ihrer Geburt wurde ihr der Ehrentitel Mademoiselle de Chartres verliehen, der vom Namen einer der Apanagen ihres Vaters abgeleitet war. Nach der Verheiratung ihrer beiden älteren Halbschwestern, Marie Louise und Anne Marie wurde sie ab 1684, entsprechend ihrem Status als ranghöchste unverheiratete französische Prinzessin, Mademoiselle genannt. Als Kind war sie sehr lebhaft und teilte zum Missfallen ihres Vaters die freimütigen Meinungen ihrer Mutter.

### Eheprojekte; Heirat mit Herzog Leopold von Lothringen
Für Élisabeth Charlotte wurden viele Heiratskandidaten in Betracht gezogen. Als die Dauphine Maria Anna ihren jüngeren Bruder Joseph Clemens von Bayern als Gemahl vorschlug, antwortete Élisabeth Charlotte, dass sie nicht für einen jüngeren Sohn bestimmt sei. („Je ne suis pas faite, madame, pour un cadet.“)  Ihre Mutter Liselotte wollte sie möglichst prestigeträchtig verheiraten und dachte dabei zuerst an König Wilhelm III. von England, dessen Gemahlin Maria II. Ende 1694 gestorben war. Unter anderem wegen religiösen Differenzen – Wilhelm III. war Protestant – kam dieses Eheprojekt nicht zustande. Papst Innozenz XII. brachte den späteren Kaiser Joseph I. als hochkarätigen Ehekandidaten ins Spiel. Eine solche Heirat hätte vielleicht die Bourbonen mit ihren traditionellen Rivalen, den Habsburgern, aussöhnen können. Der Sonnenkönig wiederum versuchte seinen von ihm legitimierten ältesten Sohn Louis Auguste I. de Bourbon, duc du Maine, den er von Madame de Montespan hatte, mit Élisabeth Charlotte zu vermählen, so wie er es bereits mit deren Bruder  Philippe getan hatte, welcher eine seiner Bastardtöchter hatte ehelichen müssen. Da aber die Mutter Liselotte die unehelichen Kinder des Königs ebenso verachtete wie dessen Mätressen, und sich mit aller Macht gegen eine weitere Zwangsheirat dieser Art wehrte, fiel dieses bourbonische Heiratsprojekt ebenso aus wie das habsburgische.
Schließlich ehelichte Élisabeth Charlotte, der Charles Perrault 1696 Les Contes de ma mère l’Oye gewidmet hatte, am 13. Oktober 1698 in Schloss Fontainebleau per procurationem Herzog Leopold (1679–1729), Sohn von Karl V. von Lothringen und dessen Gattin Erzherzogin Eleonore Maria Josepha, Tochter des deutsch-römischen Kaisers Ferdinand III.  Bei dieser Ferntrauung fungierte der Herzog Henri d’Elbeuf als Stellvertreter des Bräutigams.
Die Heirat, die für das Haus Lothringen eine hervorragende Partie darstellte, war ein Ergebnis des Friedens von Rijswijk, zu dessen Bedingungen die Rückgabe des lange im Besitz von Frankreich befindlichen Herzogtums Lothringen an Leopold gehörte. Dessen Vermählung mit Élisabeth Charlotte sollte den Friedensvertrag bekräftigen. Ludwig XIV. stattete die Braut mit einer Mitgift von 900.000 Livres aus. Ihre Eltern versprachen ihr weitere 200.000 Livres, die sie nach deren Ableben erhalten würde,  sowie 300.000 Livres teure Kleinodien, wofür sie zugunsten ihres Bruders Philippe II. de Bourbon, duc d’Orléans auf alle Ansprüche auf ihr elterliches Erbe verzichtete. Élisabeth Charlotte traf ihren Gemahl Leopold in Vitry-le-François und feierte ihre prächtige eigentliche Hochzeit mit ihm am 25. Oktober 1698 in Bar-le-Duc in Anwesenheit des Abbé Riguet, dem Großalmosenier Lothringens. Anschließend begaben sich die Frischvermählten nach Nancy, wo sie einen triumphalen Empfang erhielten und bis 1702 Hof hielten.

### Herzogin von Lothringen

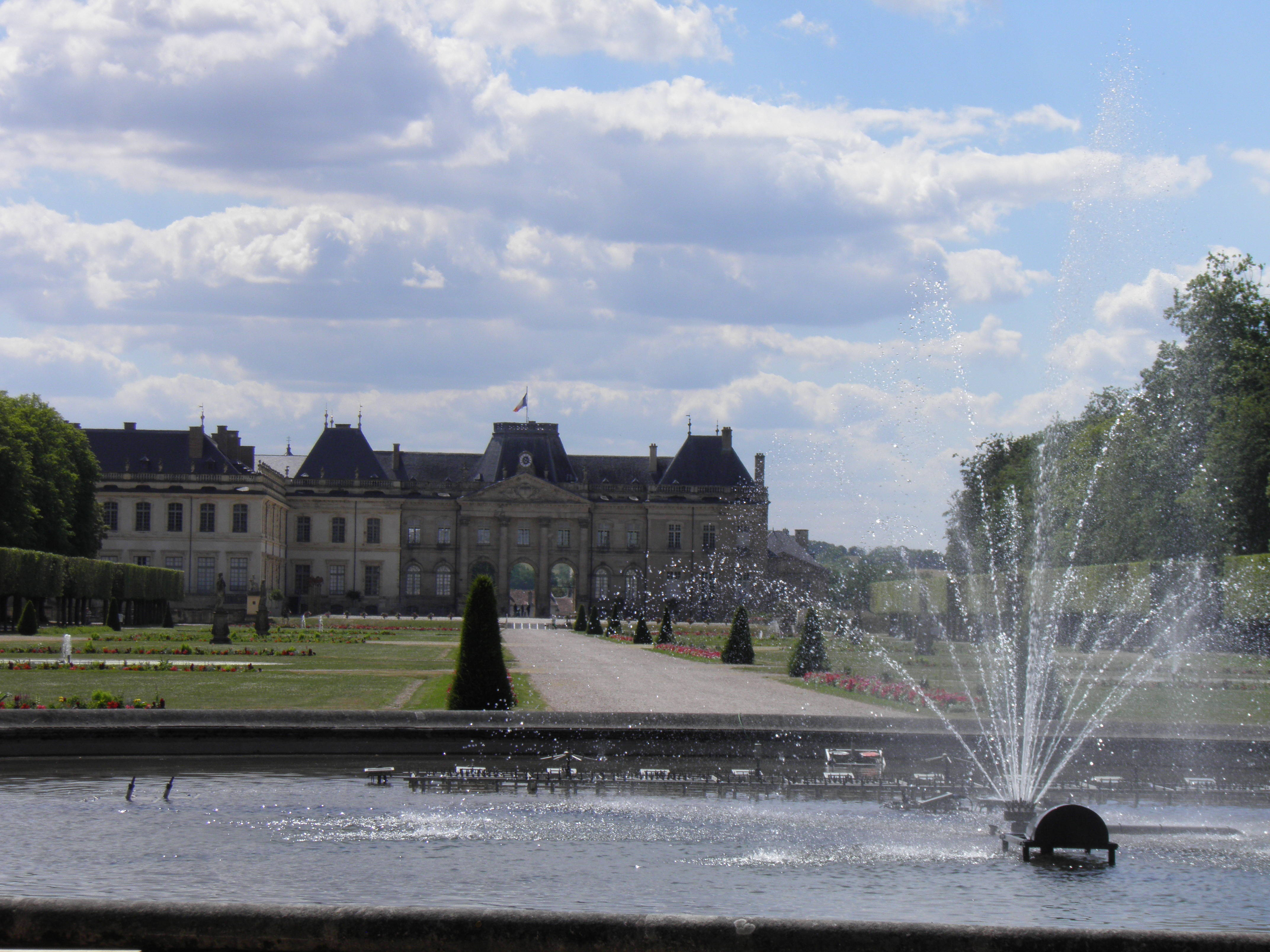
Schloss Lunéville

Die Ehe Élisabeth Charlottes verlief anfänglich zur allgemeinen Überraschung recht glücklich, obwohl sie bloß aus politischen Gründen geschlossen worden war. 1699 besuchte das Herzogspaar Versailles, wo Leopold dem französischen König für Lothringen huldigte. Nach der Rückkehr nach Lothringen dauerte das Eheglück Élisabeth Charlottes vorerst noch an. Sie war bald schwanger geworden, und ihre Mutter wollte sie besuchen, doch aufgrund von Problemen mit der Hofetikette kam die Reise nicht zustande. 1700 nahm Élisabeth Charlotte, wie viele andere Persönlichkeiten des französischen Hofs, an der Hochzeit von Pierre de Montesquiou d’Artagnan in Plessis-Piquet teil. Im Juni 1701 starb ihr Vater und so wurde ihr Bruder Philippe neuer Herzog von Orléans und Chef des Hauses Orléans. Ihre Mutter wollte nun zu ihr ziehen, was der Sonnenkönig indessen nicht erlaubte. So konnte Élisabeth Charlotte ihre Mutter nur bei Besuchen in Versailles treffen und blieb mit ihr ansonsten brieflich in Kontakt; allerdings verbrannte diese Korrespondenz bei einer am 4. Januar 1719 im Schloss Lunéville, dem Landsitz der lothringischen Herzöge, wütenden Feuersbrunst. Beim Ausbruch des Spanischen Erbfolgekrieges zerstritt sich Élisabeth Charlottes Ehemann mit dem Sonnenkönig und musste bei dessen Einfall in Lothringen im Dezember 1702 mit seiner Gemahlin nach Lunéville flüchten.
Schon bald neigte Élisabeth Charlotte zur Adipositas und ihr Mann wandte sich nach zehnjähriger Ehe 1708 der Prinzessin Anne-Marguerite-Gabrielle de Beauveau-Craon zu, die zehn Jahre jünger als Élisabeth Charlotte war und bis zu seinem Tod 1729 seine Favoritin blieb. Die lothringische Herzogin litt unter der Liaison ihres Gatten, verhielt sich aber auf den Rat ihrer Mutter still. Trotz seiner außerehelichen Liebschaft suchte Herzog Leopold nach wie vor das Schlafzimmer seiner Gemahlin auf und produzierte mit ihr weiteren Nachwuchs. Insgesamt bekam Élisabeth Charlotte vierzehn Kinder (s. Kapitel Nachkommen), von denen die meisten früh starben, so allein drei innerhalb einer Woche des Mai 1711 im Schloss Lunéville infolge einer damals grassierenden Pockenepidemie. Nur vier Kinder erreichten das Erwachsenenalter, darunter Franz Stephan, der spätere Gemahl Kaiserin Maria Theresias.
Élisabeth Charlotte übte einen gewissen Einfluss auf die Kulturpolitik des lothringischen Hofs aus und zog zahlreiche Künstler nach Lunéville. Sie liebte das Theater sowie das Ballett und ließ 1733 einen Theatersaal in einem Anbau an die herzoglichen Gemächer im Südosten des Schlosses errichten. Dorthin ließ sie 1735 einen Teil der Dekoration der Oper von Nancy schaffen. Oft wohnte die Herzogin persönlich künstlerischen Vorstellungen bei.

### Regentin von Lothringen
Herzog Leopold von Lothringen starb am 27. März 1729. In seinem Testament hatte er einen Regentschaftsrat zur Verwaltung der von ihm hinterlassenen Herzogtümer vorgesehen, dem seine Gattin nicht angehören sollte. Diese testamentarische Verfügung wurde alsbald höchstgerichtlich aufgehoben und Élisabeth Charlotte zur alleinigen Regentin erklärt. Diese Funktion übte sie zunächst acht Monate lang aus und suchte zuallererst den Finanzhaushalt wieder auszugleichen, da Leopold große Anleihen gemacht hatte. Sie ließ den Fürsten von Craon seines Amtes als Oberstallmeister entheben, weil er der Gatte der ehemaligen Mätresse ihres verstorbenen Gemahls war; verschiedene andere Hofbeamte wurden in Gewahrsam genommen oder kaltgestellt.
Franz Stephan, der älteste noch lebende Sohn Élisabeth Charlottes, blieb derweilen noch am österreichischen Hof in Wien, wo er sich seit 1724 aufhielt. Er kam erst Ende November 1729 nach Lunéville und wurde als Franz III. Nachfolger seines Vaters als Herzog von Lothringen und Bar. Bereits am 25. April 1731 verließ er Lunéville wieder, übergab seiner Mutter wieder die Regentschaft und kehrte nie mehr zurück. Anlässlich des Polnischen Thronfolgekrieges besetzten die Franzosen 1733 erneut Lothringen, auf das Franz Stephan definitiv im April 1736 verzichtete.

### Fürstin von Commercy und Tod
1737 erhielt Stanislaus I. Leszczyński die Herzogtümer Lothringen und Bar. Dafür wurde Élisabeth Charlotte von ihrem Cousin, König Ludwig XV. von Frankreich, zur souveränen Fürstin von Commercy ernannt. Sie verließ am 6. März 1737 Lunéville und residierte ab nun im Schloss Commercy, wo sie einen kleinen Hof hielt. In der Folge suchte sie eine strikte Neutralität zwischen Frankreich und dem Heiligen Römischen Reich zu wahren. Im Juli 1743 erlitt sie einen ersten Schlaganfall und starb an den Folgen eines zweiten am 23. Dezember 1744  im Alter von 68 Jahren in Commercy. Sie wurde in der Grabkapelle der lothringischen Herzöge in der Kirche Saint-François-des-Cordeliers in Nancy beigesetzt.
Als Mutter von Kaiser Franz Stephan wurde Élisabeth Charlotte zur gemeinsamen Vorfahrin aller künftigen Habsburger bis zur Gegenwart, da alle Habsburgerlinien von Franz Stephan und dessen Gemahlin abstammen. Dazu gehören auch die französischen Monarchinnen Marie-Antoinette und Marie-Louise von Österreich.

## Nachkommen

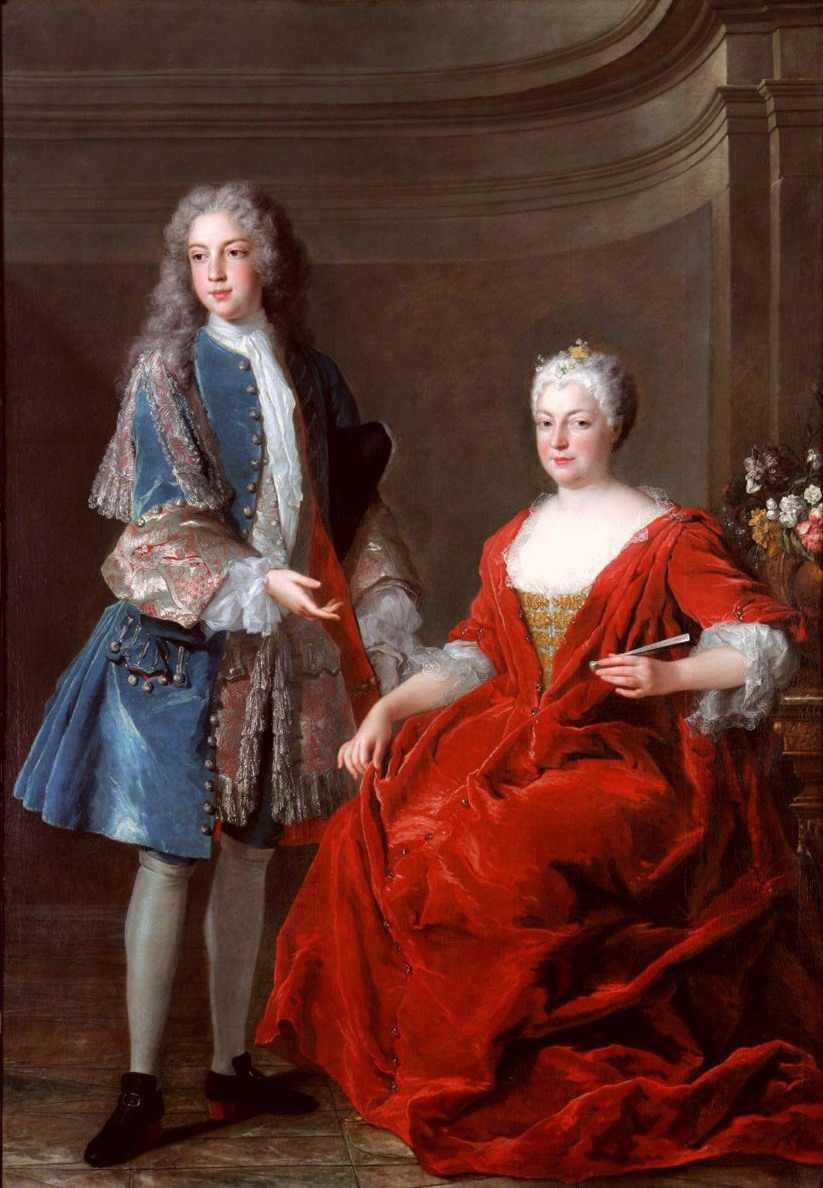
Alexis Simon Belle: Die Herzogin von Lothringen mit ihrem Sohn Franz Stephan (1723)

Élisabeth Charlotte und Herzog Leopold von Lothringen bekamen 14 Kinder:
- Léopold (* 26. August 1699; † 2. April 1700)
- Élisabeth Charlotte (* 21. Oktober 1700; † 4. Mai 1711)
- Louise Christine (* 13. November 1701; † 18. November 1701)
- Marie Gabrièle Charlotte (* 30. Dezember 1702; † 11. Mai 1711)
- Louis (* 28. Januar 1704; † 10. Mai 1711), Erbprinz von Lothringen
- Joséphine Gabrièle (* 16. Februar 1705; † 25. März 1708)
- Gabrièle Louise (* 4. März 1706; † 13. Juni 1710)
- Léopold Clément Charles (* 25. April 1707; † 4. Juni 1723), Erbprinz von Lothringen
- Franz Stephan (* 8. Dezember 1708; † 18. August 1765), später Kaiser

⚭ 1736 Erzherzogin Maria Theresia von Österreich, später Kaiserin und Königin
- Éléonore (* 4. Juli 1710; † 28. Juli 1710)
- Elisabeth Therese (* 15. Oktober 1711; † 3. Juli 1741)

⚭ 1737 König Karl Emanuel III. von Sardinien-Piemont
- Karl Alexander Emanuel (* 12. Dezember 1712; † 4. Juli 1780), ab 1744 Gouverneur und Generalkapitän der Österreichischen Niederlande

⚭ 1744 Erzherzogin Maria Anna von Österreich
- Anne Charlotte (* 17. Mai 1714; † 7. November 1773), Äbtissin von Remiremont und Sainte-Waudru in Mons, Koadjutorin im Stift Essen und im Reichsstift Thorn (Limburg)
- totgeborene Tochter (* und † 28. November 1715)

| Ahnentafel Élisabeth Charlotte de Bourbon-Orléans | Ahnentafel Élisabeth Charlotte de Bourbon-Orléans                                       | Ahnentafel Élisabeth Charlotte de Bourbon-Orléans                                       | Ahnentafel Élisabeth Charlotte de Bourbon-Orléans                                       | Ahnentafel Élisabeth Charlotte de Bourbon-Orléans                                       | Ahnentafel Élisabeth Charlotte de Bourbon-Orléans                                       | Ahnentafel Élisabeth Charlotte de Bourbon-Orléans                                       | Ahnentafel Élisabeth Charlotte de Bourbon-Orléans                                            | Ahnentafel Élisabeth Charlotte de Bourbon-Orléans                                                      |
| ------------------------------------------------- | --------------------------------------------------------------------------------------- | --------------------------------------------------------------------------------------- | --------------------------------------------------------------------------------------- | --------------------------------------------------------------------------------------- | --------------------------------------------------------------------------------------- | --------------------------------------------------------------------------------------- | -------------------------------------------------------------------------------------------- | --- |
| Ururgroßeltern                                    | Antoine de Bourbon, duc de Vendôme (1518–1562) ⚭ Johanna III. von Navarra (1528–1572)   | Francesco I. de’ Medici (1541–1587) ⚭ Johanna von Österreich (1547–1578)                | Philipp II. von Spanien (1527–1598) ⚭ Anna von Österreich (1549–1580)                   | Karl II. von Österreich (1540–1590) ⚭ Maria Anna von Bayern (1551–1608)                 | Friedrich IV. von der Pfalz (1574–1610) ⚭ Luise Juliana von Oranien-Nassau (1576–1644)  | Jakob I. von England (1566–1625) ⚭ Anna von Dänemark und Norwegen (1574–1619)           | Moritz von Hessen-Kassel (1572–1632) ⚭ Agnes zu Solms-Laubach (1578–1602)                    | Philipp Ludwig II. von Hanau-Münzenberg (1576–1612) ⚭ Katharina Belgica von Oranien-Nassau (1578–1648) |
| Urgroßeltern                                      | Heinrich IV. von Frankreich (1553–1610) ⚭ Maria de’ Medici (1575–1642)                  | Heinrich IV. von Frankreich (1553–1610) ⚭ Maria de’ Medici (1575–1642)                  | Philipp III. von Spanien (1578–1621) ⚭ Margarete von Österreich (1584–1611)             | Philipp III. von Spanien (1578–1621) ⚭ Margarete von Österreich (1584–1611)             | Friedrich V. von der Pfalz (1596–1632) ⚭ Elisabeth Stuart (1596–1662)                   | Friedrich V. von der Pfalz (1596–1632) ⚭ Elisabeth Stuart (1596–1662)                   | Wilhelm V. von Hessen-Kassel (1602–1637) ⚭ Amalie Elisabeth von Hanau-Münzenberg (1602–1651) | Wilhelm V. von Hessen-Kassel (1602–1637) ⚭ Amalie Elisabeth von Hanau-Münzenberg (1602–1651)           |
| Großeltern                                        | Ludwig XIII. von Frankreich (1601–1643) ⚭ Anna von Österreich (1601–1666)               | Ludwig XIII. von Frankreich (1601–1643) ⚭ Anna von Österreich (1601–1666)               | Ludwig XIII. von Frankreich (1601–1643) ⚭ Anna von Österreich (1601–1666)               | Ludwig XIII. von Frankreich (1601–1643) ⚭ Anna von Österreich (1601–1666)               | Karl I. Ludwig von der Pfalz (1617–1680) ⚭ Charlotte von Hessen-Kassel (1627–1686)      | Karl I. Ludwig von der Pfalz (1617–1680) ⚭ Charlotte von Hessen-Kassel (1627–1686)      | Karl I. Ludwig von der Pfalz (1617–1680) ⚭ Charlotte von Hessen-Kassel (1627–1686)           | Karl I. Ludwig von der Pfalz (1617–1680) ⚭ Charlotte von Hessen-Kassel (1627–1686)                     |
| Eltern                                            | Philippe I. de Bourbon, duc d’Orléans (1640–1701) ⚭ Liselotte von der Pfalz (1652–1722) | Philippe I. de Bourbon, duc d’Orléans (1640–1701) ⚭ Liselotte von der Pfalz (1652–1722) | Philippe I. de Bourbon, duc d’Orléans (1640–1701) ⚭ Liselotte von der Pfalz (1652–1722) | Philippe I. de Bourbon, duc d’Orléans (1640–1701) ⚭ Liselotte von der Pfalz (1652–1722) | Philippe I. de Bourbon, duc d’Orléans (1640–1701) ⚭ Liselotte von der Pfalz (1652–1722) | Philippe I. de Bourbon, duc d’Orléans (1640–1701) ⚭ Liselotte von der Pfalz (1652–1722) | Philippe I. de Bourbon, duc d’Orléans (1640–1701) ⚭ Liselotte von der Pfalz (1652–1722)      | Philippe I. de Bourbon, duc d’Orléans (1640–1701) ⚭ Liselotte von der Pfalz (1652–1722)                |
| Élisabeth Charlotte de Bourbon-Orléans            |                                                                                         |                                                                                         |                                                                                         |                                                                                         |                                                                                         |                                                                                         |                                                                                              | |